# Mieke Jaapies
Mieke Jaapies (Wormerveer, Holanda do Norte, 7 de agosto de 1943) é uma ex-canoísta de velocidade holandesa na modalidade de canoagem.

## Carreira
Foi vencedora da medalha de Prata em K-1 500 m em Munique 1972.